# 지구 중심의 헤라클레스
지구 중심의 헤라클레스(Ercole Al Centro Della Terra, Hercules In The Center Of The Earth)는 이탈리아에서 제작된 프랑코 프로스페리 감독의 1961년 영화이다. 크리스토퍼 리 등이 주연으로 출연하였다.

## 출연

### 주연
- 크리스토퍼 리

### 조연
- 레오노라 루포
- 조지 아디슨
- 이다 갈리
- 프랑코 지아코비니
- 미노 도로
- 로살바 네리

## 제작진
- 미술: 프랑코 롤리